# CHRAC1
CHRAC1 (англ. Chromatin accessibility complex 1) – білок, який кодується однойменним геном, розташованим у людей на короткому плечі 8-ї хромосоми. Довжина поліпептидного ланцюга білка становить 131 амінокислот, а молекулярна маса — 14 711.
| 10         |  | 20         |  | 30         |  | 40         |  | 50         |
| ---------- |  | ---------- |  | ---------- |  | ---------- |  | ---------- |
| MADVVVGKDK |  | GGEQRLISLP |  | LSRIRVIMKS |  | SPEVSSINQE |  | ALVLTAKATE |
| LFVQCLATYS |  | YRHGSGKEKK |  | VLTYSDLANT |  | AQQSETFQFL |  | ADILPKKILA |
| SKYLKMLKEE |  | KREEDEENDN |  | DNESDHDEAD |  | S          |  |            |

A: Аланін

C: Цистеїн

D: Аспарагінова кислота

E: Глутамінова кислота

F: Фенілаланін

G: Гліцин

H: Гістидин

I: Ізолейцин

K: Лізин

L: Лейцин

M: Метіонін

N: Аспарагін

P: Пролін

Q: Глутамін

R: Аргінін

S: Серин

T: Треонін

V: Валін

Кодований геном білок за функціями належить до трансфераз, фосфопротеїнів. 
Задіяний у такому біологічному процесі, як ацетилювання. 
Білок має сайт для зв'язування з ДНК. 
Локалізований у ядрі.